# Alto-rei da Irlanda

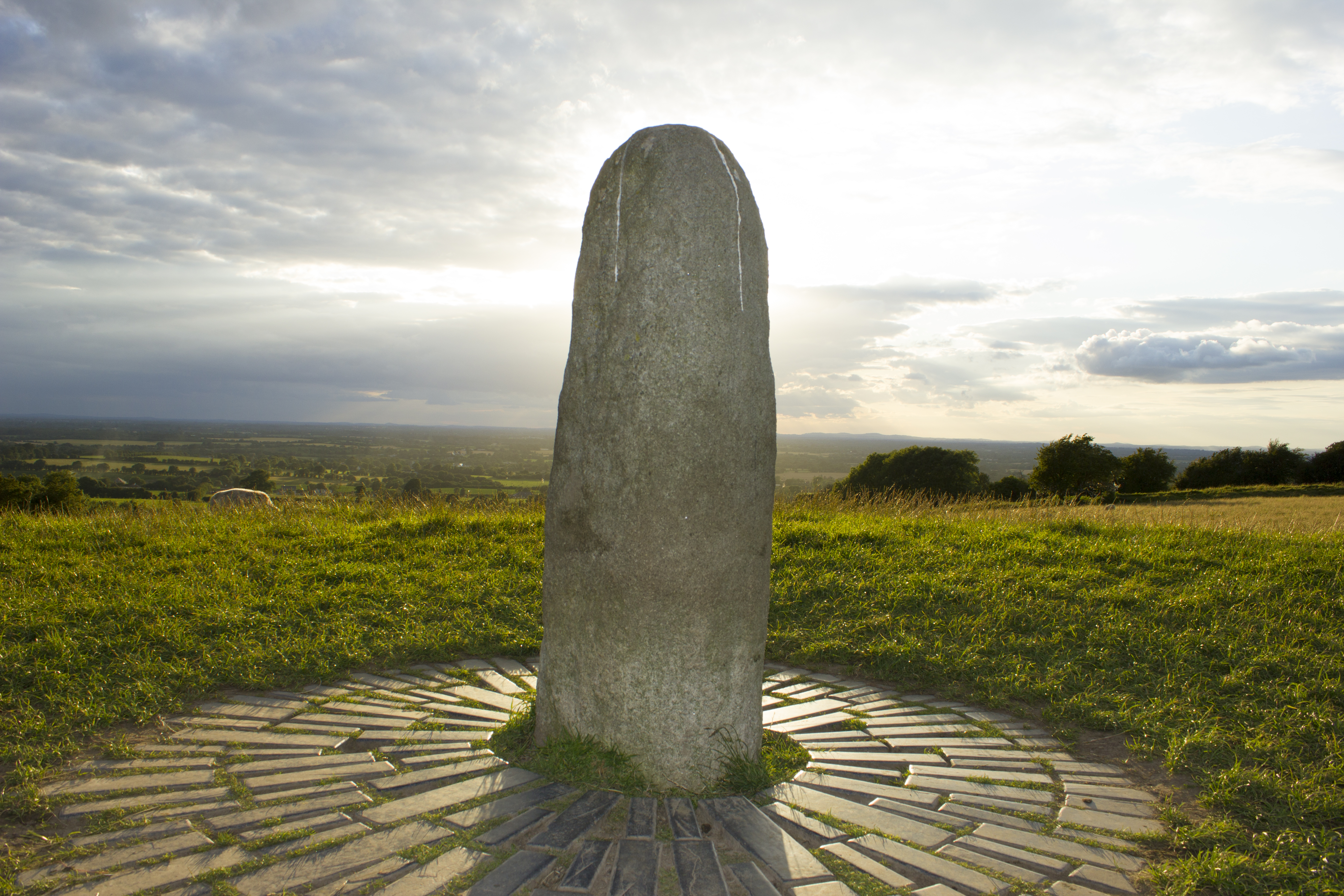
A Lia Fáil, na Colina de Tara, onde os altos-reis da Irlanda eram coroados.

Alto-rei ou Grande-rei da Irlanda (em irlandês: Ardrí na hÉireann) foi um título real na Irlanda gaélica detido por aqueles que tinham, ou que dizem ter tido, senhorio sobre toda a Irlanda. O título foi mantido por reis históricos e, posteriormente, às vezes atribuído anacronicamente ou a figuras lendárias.
A literatura irlandesa medieval e moderna retrata uma linha quase ininterrupta de Grandes Reis, governando da Colina de Tara sobre uma hierarquia de reis menores, que remonta a milhares de anos. Os historiadores modernos acreditam que esse esquema foi elaborado no século VIII a partir de várias tradições genealógicas de dinastias poderosas e pretendia justificar seu status projetando-o no passado. John T. Koch explica: "Embora o reinado de Tara fosse um reinado especial cujos ocupantes tinham aspirações de supremacia entre os reis da Irlanda, em termos políticos é improvável que qualquer rei tivesse autoridade suficiente para dominar toda a ilha antes do século IX".
 

O conceito de realeza nacional é articulado pela primeira vez no século VII, mas só se tornou uma realidade política na Era Viking, e mesmo assim não consistente. Embora o grau de controle dos Grandes Reis variasse, eles nunca governaram a Irlanda como um estado politicamente unificado , já que o Grande Rei era concebido como um suserano exercendo a suserania e recebendo tributo dos independentes. reinos abaixo dele.